# Holmes (actriz)
Chelsea Elizabeth Holmes conocida profesional como Holmes es una comediante y actriz estadounidense. Comenzó su carrera en teatros como monologuista y comedia de improvisación. Es conocida por su papeles en series de televisión como Kelly Malle en Welcome to Flatch (2022–2023) o Hailee en Overcompensating (2025).

## Primeros años
Holmes se graduó en la Universidad Estatal de Florida en 2016 con la licenciatura de filología inglesa y literatura. Comenzó a trabajara para The Eggplant: un periódico de prensa digital sobre sátira y comedia y posteriormente trabajó en la radio en la cadena FSU radio station WVFS.

## Filmografía
| Año  | Película                               | Papel            | Notas        |
| ---- | -------------------------------------- | ---------------- | ------------ |
| 2017 | Emma Inspired                          | Emma             | Cortometraje |
| 2018 | Snugglr                                | Scrunchie        | Cortometraje |
| 2018 | Terrible Accident at the Bread Factory | Ellen            | Cortometraje |
| 2020 | I Love My Upstairs Neighbor            | Chelsea          | Cortometraje |
| 2023 | Free Time                              | Kim              |              |
| 2023 | Fintech                                | Cassie           | Cortometraje |
| 2024 | Jackpot                                | Rideshare Driver |              |
| 2025 | Another Simple Favor                   | Val              |              |

| Año       | Título                 | Papel                       | Notas                                      |
| --------- | ---------------------- | --------------------------- | ------------------------------------------ |
| 2019      | The Megan Stalter Show | Intern Holmes               | 2 episodios                                |
| 2022      | Call Me Kat            | Kelly Mallet                | Episodio: "Call Me Flatch"                 |
| 2022–2023 | Welcome to Flatch      | Kelly Mallet                | 27 episodios; también productora ejecutiva |
| 2023      | Krapopolis             | Prack the Unstoppable (voz) | 2 episodios                                |
| 2025      | Hacks                  | Melanie                     | 4 episodios                                |
| 2025      | Overcompensating       | Hailee                      | 8 episodios                                |